# Liste der Baudenkmale in Goslar - Neue Straße
In der Liste der Baudenkmale in Goslar - Neue Straße sind alle Baudenkmale in der Neue Straße der niedersächsischen Gemeinde Goslar aufgelistet. Die Quelle der Baudenkmale ist der Denkmalatlas Niedersachsen. Der Stand der Liste ist der 25. September 2022.

## Allgemein
In den Spalten befinden sich folgende Informationen:
- Lage: die Adresse des Baudenkmales und die geographischen Koordinaten. Kartenansicht, um Koordinaten zu setzen. In der Kartenansicht sind Baudenkmale ohne Koordinaten mit einem roten Marker dargestellt und können in der Karte gesetzt werden. Baudenkmale ohne Bild sind mit einem blauen Marker gekennzeichnet, Baudenkmale mit Bild mit einem grünen Marker.
- Bezeichnung: Bezeichnung des Baudenkmales
- Beschreibung: die Beschreibung des Baudenkmales. Unter § 3 Abs. 2 NDSchG werden Einzeldenkmale und unter § 3 Abs. 3 NDSchG Gruppen baulicher Anlagen und deren Bestandteile ausgewiesen.
- ID: die Objekt-ID des Baudenkmales
- Bild: ein Bild des Baudenkmales, ggf. zusätzlich mit einem Link zu weiteren Fotos des Baudenkmals im Medienarchiv Wikimedia Commons. Wenn man auf das Kamerasymbol klickt, können Fotos zu Baudenkmalen aus dieser Liste hochgeladen werden:

Zurück zur Hauptliste
| Lage                                         | Bezeichnung             | Beschreibung | ID       | Bild |
| -------------------------------------------- | ----------------------- | --- | -------- | ---- |
| Neue Straße 51° 54′ 11″ N, 10° 25′ 26″ O     | Straßenraum             | | 36592444 |      |
| Neue Straße 51° 54′ 11″ N, 10° 25′ 25″ O     | Abzuchtgraben           | | 36565911 | BW   |
| Neue Straße 1 51° 54′ 14″ N, 10° 25′ 31″ O   | Wohnhaus                | Zweigeschossiger Fachwerkbau mit Satteldach in Ziegeldeckung, traufständiges Eckhaus. Ostseite zur Brücke über die Abzucht giebelständig, fachwerksichtig, mit schmalen Zwischengefachen. Südfassade mit Schiefer verkleidet. | 36536151 |      |
| Neue Straße 2 51° 54′ 14″ N, 10° 25′ 30″ O   | Wohnhaus                | Dreigeschossiger Fachwerkbau mit Satteldach in Schieferdeckung, traufständig. Fachwerksichtige Fassade, Erd- und 1. OG in Ständerbauweise mit zweigeschossigem Wohnteil, Oberstock auskragend, Stockwerkschwelle mit Rankendekor. Unregelmäßige Gefacheinteilung. | 36536178 |      |
| Neue Straße 3 51° 54′ 14″ N, 10° 25′ 30″ O   | Wohnhaus                | Zweigeschossiger Fachwerkbau mit Satteldach in Ziegeldeckung, traufständig. Fachwerksichtige Fassade mit schmalen Zwischengefachen (nach Brand 1876 stark verändert neu aufgebaut), Oberstock leicht vorkragend. | 36536211 |      |
| Neue Straße 4 51° 54′ 14″ N, 10° 25′ 30″ O   | Wohnhaus                | Zweigeschossiger Fachwerkbau mit Satteldach in Ziegeldeckung, traufständig. Fassade mit Schiefer verkleidet, OG leicht vorkragend. | 36536243 |      |
| Neue Straße 5 51° 54′ 14″ N, 10° 25′ 30″ O   | Wohnhaus                | Zweigeschossiger Fachwerkbau mit Satteldach in Ziegeldeckung, traufständig. Erbaut gegen Mitte des 19. Jh. nach einem Brand. Fachwerksichtige Fassade mit regelmäßiger Gefacheinteilung und schmalen Zwischengefachen. | 36536274 |      |
| Neue Straße 6 51° 54′ 14″ N, 10° 25′ 29″ O   | Wohnhaus                | Zweigeschossiger Fachwerkbau mit Satteldach in Ziegeldeckung und mittigem Zwerchhaus, traufständig. Erbaut gegen Mitte des 19. Jh. nach einem Brand. Fachwerksichtige Fassade mit regelmäßiger Gefacheinteilung und schmalen Zwischengefachen. | 36536309 |      |
| Neue Straße 7 51° 54′ 13″ N, 10° 25′ 29″ O   | Wohnhaus                | Zweigeschossiger Fachwerkbau mit Satteldach in Ziegeldeckung, traufständig. Erbaut gegen Mitte des 19. Jh nach einem Brand. Fachwerksichtige Fassade mit regelmäßiger Gefacheinteilung und schmalen Zwischengefachen. | 36536337 |      |
| Neue Straße 8 51° 54′ 13″ N, 10° 25′ 29″ O   | Wohnhaus                | Zweigeschossiger Bau mit Satteldach in Schieferdeckung, traufständig. Fassade mit Schiefer verkleidet, regelmäßige Gefacheinteilung. | 36536365 |      |
| Neue Straße 8 51° 54′ 14″ N, 10° 25′ 28″ O   | Nebengebäude            | | 36572940 | BW   |
| Neue Straße 9 51° 54′ 13″ N, 10° 25′ 28″ O   | Wohnhaus                | Zweigeschossiger Fachwerkbau mit Satteldach in Schieferdeckung, traufständig. Fachwerksichtige Fassade, im EG im 19. Jh. überformt; Windbretter zwischen den Knaggen unterhalb der Traufkante. | 36536394 |      |
| Neue Straße 10 51° 54′ 13″ N, 10° 25′ 28″ O  | Wohnhaus                | Ein- und zweigeschossiger Fachwerkbau mit Satteldach in Schieferdeckung, bestehend aus der eingeschossigen ehemaligen Däle an der Neuen Straße sowie aus dem zweigeschossigen Wohnteil an der Ecke zur Oberen Mühlenstraße. Traufständiges Eckhaus. Fachwerksichtige Fassade, Wohnteil mit hohem Bruchstein-Sockelmauerwerk zur Neuen Straße. Oberstock des Wohnteils allseitig stark vorkragend, mit Ziegeln verkleidet.                                                        | 36536424 |      |
| Neue Straße 11 51° 54′ 13″ N, 10° 25′ 27″ O  | Wohnhaus                | Zweigeschossiger Fachwerkbau mit Walmdach in Ziegeldeckung, traufständiges Eckhaus. Fassade zur Neuen Straße mit Schiefer verkleidet, Fassade zur Oberen Mühlenstraße fachwerksichtig. | 36536454 |      |
| Neue Straße 12 51° 54′ 12″ N, 10° 25′ 27″ O  | Wohnhaus                | Zweigeschossiger Fachwerkbau mit Satteldach in Schieferdeckung, traufständig. Fassade fachwerksichtig, mit schmalen Zwischengefachen. | 36536482 |      |
| Neue Straße 12 51° 54′ 13″ N, 10° 25′ 27″ O  | Nebengebäude            | Eingeschossiger Fachwerkbau mit Pultdach in Ziegeldeckung. Fassade fachwerksichtig. | 36570444 | BW   |
| Neue Straße 13 51° 54′ 12″ N, 10° 25′ 27″ O  | Wohnhaus                | Zweigeschossiger Fachwerkbau mit Satteldach in Ziegeldeckung, traufständig. Fassade mit Schiefer verkleidet, mittiger Hauseingang mit vorgelagerter Freitreppe. | 36536512 |      |
| Neue Straße 13 51° 54′ 13″ N, 10° 25′ 26″ O  | Nebengebäude            | Zweigeschossiger Fachwerkbau mit Satteldach in Ziegeldeckung. Fassade fachwerksichtig, mit Ausfachungen in Backsteinmauerwerk. | 36570495 | BW   |
| Neue Straße 14 51° 54′ 12″ N, 10° 25′ 26″ O  | Wohnhaus                | Zweigeschossiger Fachwerkbau mit Satteldach in Ziegeldeckung, traufständig. Fassade mit Schiefer verkleidet, mittelsymmetrische Fassadengliederung mit mittigem Hauseingang samt Freitreppe. Giebelseite mit Dachziegeln verkleidet. | 36536543 |      |
| Neue Straße 14 51° 54′ 12″ N, 10° 25′ 26″ O  | Nebengebäude            | Zweigeschossiger Fachwerkbau mit Satteldach in Ziegeldeckung. Fassade fachwerksichtig. | 36570470 | BW   |
| Neue Straße 15 51° 54′ 12″ N, 10° 25′ 25″ O  | Wohnhaus                | Dreigeschossiger Fachwerkbau mit Satteldach in Ziegeldeckung und mittigem Zwerchhaus. Frei stehend mit vorgelagertem Hofbereich. Fachwerksichtige Fassade mit unregelmäßiger Gefacheinteilung. | 36536571 |      |
| Neue Straße 15 51° 54′ 12″ N, 10° 25′ 26″ O  | Hof                     | Hoffläche vor dem Wohnhaus, mit Kopfsteinpflasterbelag. | 36599613 | BW   |
| Neue Straße 16 51° 54′ 11″ N, 10° 25′ 25″ O  | Wohnhaus                | Zweigeschossiger Fachwerkbau mit Satteldach in Ziegeldeckung, traufständig. Fassade mit Schiefer verkleidet. | 36536599 |      |
| Neue Straße 17 51° 54′ 11″ N, 10° 25′ 25″ O  | Wohnhaus                | Zweigeschossiger Fachwerkbau mit Satteldach in Ziegeldeckung, traufständig. Fachwerksichtige Fassade mit unregelmäßiger Gefacheinteilung, Haustür mit vorgelagerter Freitreppe. | 36536629 |      |
| Neue Straße 18 51° 54′ 11″ N, 10° 25′ 25″ O  | Wohnhaus                | Zweigeschossiger Fachwerkbau mit Satteldach in Ziegeldeckung, traufständiges Eckhaus. Polygonal gebrochener Grundriss an einer Straßenecke, mit rückwärtigem Anbau zur Hofseite. Fassade mit Schiefer verkleidet. | 36536656 |      |
| Neue Straße 20 51° 54′ 11″ N, 10° 25′ 24″ O  | Wohnhaus                | Zweigeschossiger Fachwerkbau mit Satteldach in Ziegeldeckung, traufständig mit seitlichen Bauwichen. Fassaden mit Schiefer verkleidet. | 36536713 |      |
| Neue Straße 20 51° 54′ 11″ N, 10° 25′ 23″ O  | Nebengebäude            | Eingeschossiger Fachwerkbau mit Pultdach in Ziegeldeckung, frei stehend. Fachwerksichtige Fassade, Außentreppe vor der südlichen Giebelwand. | 39308320 | BW   |
| Neue Straße 20a 51° 54′ 11″ N, 10° 25′ 22″ O | Wohnhaus                | Zweigeschossiger Fachwerkbau mit Pultdach in Ziegeldeckung. Fassade mit Holz verschalt. | 37992713 |      |
| Neue Straße 20b 51° 54′ 11″ N, 10° 25′ 23″ O | Wohnhaus                | Zweigeschossiger Fachwerkbau mit Satteldach in Ziegeldeckung. Fassade mit Holz verschalt, Ostgiebel in Massivbauweise mit Sichtmauerwerk. | 37992727 | BW   |
| Neue Straße 21 51° 54′ 11″ N, 10° 25′ 25″ O  | Wohnhaus                | Zweigeschossiger Fachwerkbau mit Walmdach in Ziegeldeckung, traufständig. Errichtet vermutlich um 1719 auf hohem Natursteinsockel und unter Verwendung der schon um 1402 erbauten ehemaligen Stadtmauer mit dem Oberen Wasserloch als Westfassade des Hauses. Fassade zur Stadtseite fachwerksichtig, Ostflügel 1848 angebaut; der Südflügel überbrückt das Obere Wasserloch in der ehemaligen Goslarer Stadtmauer.                                                              | 36536741 |      |
| Neue Straße 22 51° 54′ 13″ N, 10° 25′ 28″ O  | Wohnhaus                | Zweigeschossiger Fachwerkbau mit Satteldach in Schieferdeckung, traufständiges Reihenendhaus; rückwärtig zur Abzucht zweigeschossiger Anbau mit abgeschlepptem Dach. Fachwerksichtige Fassade mit weit vorkragendem Oberstock, unterhalb des Oberstocks sowie unter der Traufkante jeweils horizontal profilierte Knaggen mit dazwischen liegenden Windbrettern. Giebelseite mit Schiefer verkleidet.                                                                            | 36536772 |      |
| Neue Straße 23 51° 54′ 13″ N, 10° 25′ 29″ O  | Wohnhaus                | Zweigeschossiger Fachwerkbau mit Satteldach in Schieferdeckung, traufständig. Fachwerksichtige Fassade, Oberstock stark auskragend, Brüstungsgefache mit regelmäßigen Fußstreben. Unterhalb des Oberstocks sowie unter der Traufkante jeweils horizontal profilierte Knaggen mit dazwischen liegenden Windbrettern. | 36536803 |      |
| Neue Straße 24 51° 54′ 13″ N, 10° 25′ 29″ O  | Wohnhaus                | Zweigeschossiger Fachwerkbau mit Satteldach in Schieferdeckung, traufständig. Fachwerksichtige Fassade, im EG mit schmalen Zwischengefachen, im OG mit regelmäßiger Gefacheinteilung. | 36536834 |      |
| Neue Straße 24 51° 54′ 13″ N, 10° 25′ 29″ O  | Wirtschaftsgebäude      | Ehemaliges Wirtschaftsgebäude, errichtet gegen Mitte des 19. Jh. Zweigeschossiger Fachwerkbau mit Satteldach, traufständig. Fachwerksichtige Fassade, Toreinfahrt. | 36536864 |      |
| Neue Straße 25 51° 54′ 13″ N, 10° 25′ 30″ O  | Wohnhaus                | Zweigeschossiger Fachwerkbau mit Satteldach mit Schieferdeckung, traufständiges Reihenendhaus. Fachwerksichtige Fassade, Oberstock mit regelmäßigen Fußstreben in den Brüstungsfeldern, stark auskragend auf horizontal profilierten Knaggen, Stockwerksschwelle mit Trapezschnitt an der Unterkante. | 36536891 |      |
| Neue Straße 26 51° 54′ 14″ N, 10° 25′ 31″ O  | Lohmühle Liebfrauenberg | Fachwerkbau, Gebäudekomplex aus zwei dreigeschossigen seitlichen Kopfbauten mit Krüppelwalm an den Stirnseiten (wohl 18. Jh.) sowie zentralem zweigeschossigen Gebäudeflügel (wohl 15. Jh.). Ehemaliges Mühlengebäude, an der Abzucht gelegen. Fachwerksichtige Fassade, östlicher Kopfbau mit leicht auskragenden Geschossen, K-Streben an den äußeren Gefachen; mittlerer Gebäudeflügel mit Tordurchfahrt, Oberstock vorkragend, Brüstungsgefache mit regelmäßigen Fußstreben. | 36536922 |      |